# Breviceps namaquensis
Breviceps namaquensis Power, 1926 è un anfibio anuro della famiglia Brevicipitidae, endemico della Namibia e del Sudafrica.

## Distribuzione e habitat
L'areale della specie si estende lungo le coste del Namaqualand (Sudafrica) e nelle adiacenti aree interne sabbiose del fiume Orange, lungo il confine con la Namibia.